# Marc Muniesa
Pour les articles homonymes, voir Muniesa.
Marc Muniesa Martínez, né le 27 mars 1992 à Lloret de Mar (province de Gérone, Espagne), est un footballeur catalan qui évolue aux postes de défenseur central à 
Al-Shahania SC

## Carrière

### En club

#### FC Barcelone
Marc Muniesa est formé à La Masia, le centre de formation du FC Barcelone. Il y fait toutes ses classes de junior.
Le 23 mai 2009, alors âgé de 17 ans et quelques jours avant la finale de la Ligue des Champions, lors d'une rencontre de championnat d'Espagne contre Osasuna Pampelune (0-1), il fait sa première apparition dans l'équipe pro en rentrant à la 51e minute à la place de Sylvinho. Il se fait expulser 27 minutes plus tard, soit à la 78e minute de jeu.
Le mercredi suivant, il est sur le banc des remplaçants pour la grande finale de Ligue des Champions contre Manchester United. Même s'il ne participe pas à cette finale il reçoit comme les autres joueurs la médaille des champions.
Le 15 janvier 2010, Marc Muniesa signe son premier contrat professionnel avec le FC Barcelone. En décembre 2010, il prolonge son contrat jusqu'en 2014.
En janvier 2012, l'entraîneur du FC Barcelone B, Eusebio Sacristán, commence à faire jouer Marc Muniesa au poste de milieu défensif. Muniesa rejoint de façon permanente l'équipe première du FC Barcelone à partir de la saison 2012-2013.
Le 24 juillet 2012, Muniesa se blesse gravement au genou droit lors d'un match amical face à Hambourg. Il recommence à s'entraîner avec l'équipe première le 31 janvier 2013 mais termine la saison avec l'équipe réserve afin de disposer de davantage de temps de jeu. Le 23 février 2013, après sept mois d'absence, il revient en match officiel face à l'Hércules d'Alicante.

#### Stoke City
Le 2 juillet 2013, Marc Muniesa signe un contrat de quatre ans avec Stoke City.

#### Girona FC
En août 2017, Marc Muniesa est prêté pour une saison, au club espagnol de Girona FC.

#### Al-Arabi SC
Le 19 août 2019, Muniesa signe au club qatari de l'Al-Arabi SC.

### En sélection
Après un match avec l'équipe d'Espagne des moins de 16 ans, il participe au Championnat d'Europe de football des moins de 17 ans 2009 en Allemagne en jouant les trois matchs du premier tour, mais malheureusement l'équipe d'Espagne - 17 ans finit 3e de son groupe en faisant trois matchs nuls (0-0). 
Marc Muniesa participe ensuite à la Coupe du monde de football des moins de 17 ans 2009 qui se déroule au Nigeria en octobre, lors de laquelle il se fait expulser en quart de finale contre l'Uruguay avant que l'Espagne ne soit éliminée en demi-finale par l'équipe hôte.
En juillet 2011, il est sélectionné pour jouer le Championnat du monde des moins de 20 ans qui se dispute en Colombie.

## Palmarès

### Avec leFC Barcelone
- Championnat d'Espagne (2) 
  - Champion : 2009
  - Champion : 2013

### En sélection
Espagne - 17 ans
- Coupe du monde des moins de 17 ans
  -  Troisième : 2009

## Statistiques
| Saison    | Club           | Pays             | Championnat        | Coupes nationales | Coupes d’Europe | Sélection Espagne |
| --------- | -------------- | ---------------- | ------------------ | ----------------- | --------------- | ----------------- |
| 2008-2009 | FC Barcelone   | Liga             | 1 match            | -                 | -               | -                 |
| 2009-2010 | FC Barcelone   | Liga             | -                  | -                 | -               | -                 |
| 2010-2011 | FC Barcelone B | Segunda División | 25 matchs / 2 buts | -                 | -               | -                 |
| 2011-2012 | FC Barcelone   | Liga             | 1 match            | -                 | 2 matchs        | -                 |
| 2012-2013 | FC Barcelone   | Liga             | -                  | -                 | -               | -                 |
| 2013-2014 | Stoke City     | Premier League   | 13 matchs          | 4 matchs          | -               | -                 |
| 2014-2015 | Stoke City     | Premier League   | 19 matchs          | 3 matchs / 2 buts | -               | -                 |
| 2015-2016 | Stoke City     | Premier League   | 7 matchs           | 2 matchs          | -               | -                 |

Dernière mise à jour le 7 février 2016